# Резимон, Иван Степанович
Иван Степанович Резимон (де Резимонт) (1768—1844) — профессор, помощник директора Института инженеров путей сообщения по учебной части.

## Биография
Родился 17 ноября 1768 года.
В 1809 году, при открытии института Корпуса инженеров путей сообщения, он был назначен туда профессором для преподавания математических наук («младшим инженером 1-го класса»), с производством в чин майора. Как писал Дельвиг, он «был ревностный служака и хороший педагог, только отличался клерикальным направлением. Говорили, что он был аббатом во Франции, а по приезде в Россию был гувернёром в каком-то богатом семействе».
С 11 апреля 1829 года — генерал-майор.
Был помощником директора института по учебной части (1826—1836); в конце 1835 года (с 5 сентября по 6 декабря) временно исправлял должность директора. В 1836 году вышел в отставку.
И. С. Резимон был действительным членом Императорского минералогического общества.
Был награждён орденами Св. Анны 2-й (1816, алмазные украшения к ордену пожалованы в 1826 году) и 1-й (1833) степеней, а также орденами Св. Станислава 1-й степени и Св. Владимира 3-й степени.

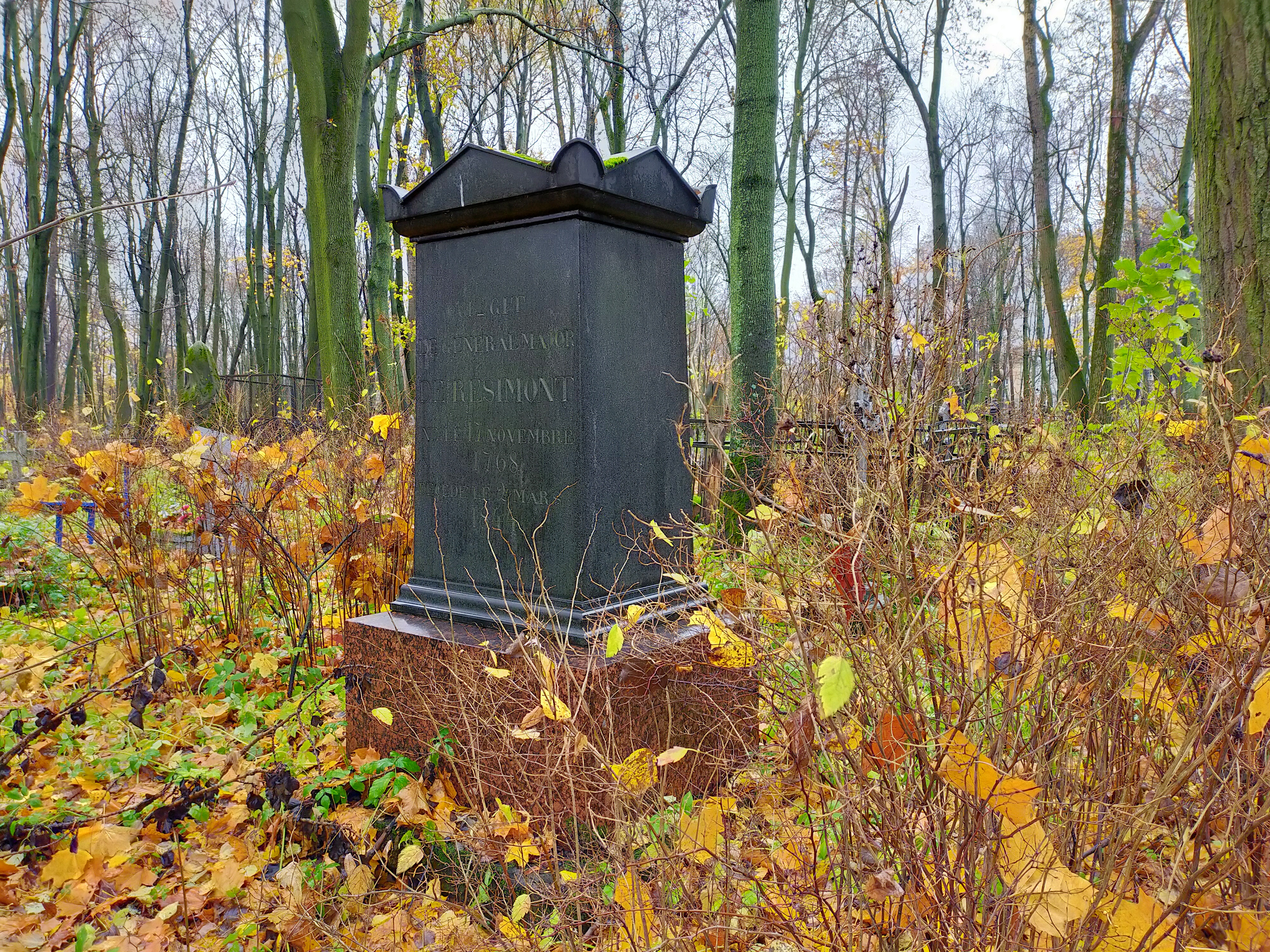
Памятник на могиле И. С. Резимона,
Волковское лютеранское кладбище.

Умер 2 (14) марта 1844 года в Санкт-Петербурге. Похоронен на Волковском лютеранском кладбище (уч. 10; католическая дорожка).
Был женат на Софии де ла Карж (24.07.1780 — 7.09.1853).